# كو كام فاي
كو كام فاي (بالصينية: 顧錦輝) هو مدرب كرة قدم ولاعب كرة قدم صيني في مركز قشاش، ولد في 27 يناير 1961 في هونغ كونغ البريطانية في المملكة المتحدة. لعب مع نادي إيسترن سبورتس.

## وصلات خارجية
- كو كام فاي على موقع الاتحاد الدولي (مؤرشف)  (الإنجليزية)
- كو كام فاي على موقع ناشيونال فوتبول تيمز (الإنجليزية)